# 서울특별시의 선거구

서울특별시의 국회의원 선거구 지도

서울특별시의 선거구는 국회의원 선거구 48개(2024년 22대 총선 기준), 시의원 선거구 101개(2022년 제11대 시의회 선거 기준)로 이루어져 있다. 또 각 구별마다 25개의 구의원 선거구도 존재한다.

## 국회의원 선거구
| 번호 | 선거구명       | 관할 구역 |
| ---- | -------------- | --- |
| 1    | 종로구         | 종로구 전 지역 |
| 2    | 중구·성동구 갑 | 성동구 왕십리2동, 왕십리도선동, 마장동, 사근동, 행당1동, 행당2동, 응봉동, 성수1가1동, 성수1가2동, 성수2가1동, 성수2가3동, 송정동, 용답동 |
| 3    | 중구·성동구 을 | 중구 전 지역, 성동구 금호1가동, 금호2·3가동, 금호4가동, 옥수동                                                                           |
| 4    | 용산구         | 용산구 전 지역 |
| 5    | 광진구 갑      | 광진구 중곡1동, 중곡2동, 중곡3동, 중곡4동, 능동, 구의2동, 광장동, 군자동                                                                 |
| 6    | 광진구 을      | 광진구 구의1동, 구의3동, 자양1동, 자양2동, 자양3동, 자양4동, 화양동                                                                      |
| 7    | 동대문구 갑    | 동대문구 용신동, 제기동, 청량리동, 회기동, 휘경1동, 휘경2동, 이문1동, 이문2동                                                            |
| 8    | 동대문구 을    | 동대문구 전농1동, 전농2동, 답십리1동, 답십리2동, 장안1동, 장안2동                                                                        |
| 9    | 중랑구 갑      | 중랑구 면목본동, 면목2동, 면목3·8동, 면목4동, 면목5동, 면목7동, 상봉2동, 망우3동                                                         |
| 10   | 중랑구 을      | 중랑구 상봉1동, 중화1동, 중화2동, 묵1동, 묵2동, 망우본동, 신내1동, 신내2동                                                               |
| 11   | 성북구 갑      | 성북구 성북동, 삼선동, 동선동, 돈암2동, 안암동, 보문동, 정릉1동, 정릉2동, 정릉3동, 정릉4동, 길음1동                                      |
| 12   | 성북구 을      | 성북구 돈암1동, 길음2동, 종암동, 월곡1동, 월곡2동, 장위1동, 장위2동, 장위3동, 석관동                                                     |
| 13   | 강북구 갑      | 강북구 번1동, 번2동, 수유1동, 수유2동, 수유3동, 우이동, 인수동                                                                           |
| 14   | 강북구 을      | 강북구 삼양동, 미아동, 송중동, 송천동, 삼각산동, 번3동                                                                                   |
| 15   | 도봉구 갑      | 도봉구 쌍문1동, 쌍문3동, 창1동, 창2동, 창3동, 창4동, 창5동                                                                               |
| 16   | 도봉구 을      | 도봉구 쌍문2동, 쌍문4동, 방학1동, 방학2동, 방학3동, 도봉1동, 도봉2동                                                                     |
| 17   | 노원구 갑      | 노원구 월계1동, 월계2동, 월계3동, 공릉1동, 공릉2동                                                                                       |
| 18   | 노원구 을      | 노원구 하계1동, 하계2동, 중계본동, 중계1동, 중계2·3동, 중계4동, 상계6·7동                                                                |
| 19   | 노원구 병      | 노원구 상계1동, 상계2동, 상계3·4동, 상계5동, 상계8동, 상계9동, 상계10동                                                                  |
| 20   | 은평구 갑      | 은평구 녹번동, 응암1동, 응암2동, 응암3동, 역촌동, 신사1동, 신사2동, 증산동, 수색동                                                       |
| 21   | 은평구 을      | 은평구 불광1동, 불광2동, 갈현1동, 갈현2동, 구산동, 대조동, 진관동                                                                        |
| 22   | 서대문구 갑    | 서대문구 충현동, 천연동, 북아현동, 신촌동, 연희동, 홍제1동, 홍제2동                                                                      |
| 23   | 서대문구 을    | 서대문구 홍제3동, 홍은1동, 홍은2동, 남가좌1동, 남가좌2동, 북가좌1동, 북가좌2동                                                           |
| 24   | 마포구 갑      | 마포구 공덕동, 아현동, 도화동, 용강동, 대흥동, 염리동, 신수동                                                                            |
| 25   | 마포구 을      | 마포구 서강동, 서교동, 합정동, 망원1동, 망원2동, 연남동, 성산1동, 성산2동, 상암동                                                        |
| 26   | 양천구 갑      | 양천구 목1동, 목2동, 목3동, 목4동, 목5동, 신정1동, 신정2동, 신정6동, 신정7동                                                             |
| 27   | 양천구 을      | 양천구 신월1동, 신월2동, 신월3동, 신월4동, 신월5동, 신월6동, 신월7동, 신정3동, 신정4동                                                   |
| 28   | 강서구 갑      | 강서구 발산1동, 우장산동, 화곡1동, 화곡2동, 화곡3동, 화곡8동                                                                             |
| 29   | 강서구 을      | 강서구 등촌3동, 가양1동, 가양2동, 방화1동, 방화2동, 방화3동, 공항동                                                                      |
| 30   | 강서구 병      | 강서구 염창동, 등촌1동, 등촌2동, 가양3동, 화곡본동, 화곡4동, 화곡6동                                                                     |
| 31   | 구로구 갑      | 구로구 고척1동, 고척2동, 개봉1동, 개봉2동, 개봉3동, 오류1동, 오류2동, 수궁동                                                             |
| 32   | 구로구 을      | 구로구 신도림동, 구로1동, 구로2동, 구로3동, 구로4동, 구로5동, 가리봉동                                                                   |
| 33   | 금천구         | 금천구 전 지역 |
| 34   | 영등포구 갑    | 영등포구 영등포본동, 영등포동, 당산1동, 당산2동, 도림동, 문래동, 양평1동, 양평2동, 신길3동                                               |
| 35   | 영등포구 을    | 영등포구 여의동, 신길1동, 신길4동, 신길5동, 신길6동, 신길7동, 대림1동, 대림2동, 대림3동                                                  |
| 36   | 동작구 갑      | 동작구 노량진1동, 노량진2동, 상도2동, 상도3동, 상도4동, 대방동, 신대방1동, 신대방2동                                                     |
| 37   | 동작구 을      | 동작구 상도1동, 흑석동, 사당1동, 사당2동, 사당3동, 사당4동, 사당5동                                                                      |
| 38   | 관악구 갑      | 관악구 보라매동, 은천동, 성현동, 중앙동, 청림동, 행운동, 청룡동, 낙성대동, 인헌동, 남현동, 신림동                                        |
| 39   | 관악구 을      | 관악구 신사동, 조원동, 미성동, 난곡동, 난향동, 서원동, 신원동, 서림동, 삼성동, 대학동                                                    |
| 40   | 서초구 갑      | 서초구 잠원동, 반포본동, 반포1동, 반포2동, 반포3동, 반포4동, 방배본동, 방배1동, 방배4동                                                  |
| 41   | 서초구 을      | 서초구 서초1동, 서초2동, 서초3동, 서초4동, 방배2동, 방배3동, 양재1동, 양재2동, 내곡동                                                    |
| 42   | 강남구 갑      | 강남구 신사동, 논현1동, 논현2동, 압구정동, 청담동, 역삼1동, 역삼2동                                                                      |
| 43   | 강남구 을      | 강남구 개포1동, 개포2동, 개포4동, 일원본동, 일원1동, 일원2동, 수서동, 세곡동                                                             |
| 44   | 강남구 병      | 강남구 삼성1동, 삼성2동, 도곡1동, 도곡2동, 대치1동, 대치2동, 대치4동                                                                     |
| 45   | 송파구 갑      | 송파구 풍납1동, 풍납2동, 방이1동, 방이2동, 오륜동, 송파1동, 송파2동, 잠실4동, 잠실6동                                                    |
| 46   | 송파구 을      | 송파구 석촌동, 삼전동, 가락1동, 문정2동, 잠실본동, 잠실2동, 잠실3동, 잠실7동                                                             |
| 47   | 송파구 병      | 송파구 거여1동, 거여2동, 마천1동, 마천2동, 오금동, 가락본동, 가락2동, 문정1동, 장지동, 위례동                                            |
| 48   | 강동구 갑      | 강동구 강일동, 상일동, 명일1동, 명일2동, 고덕1동, 고덕2동, 암사1동, 암사2동, 암사3동, 길동                                               |
| 49   | 강동구 을      | 강동구 천호1동, 천호2동, 천호3동, 성내1동, 성내2동, 성내3동, 둔촌1동, 둔촌2동                                                            |

## 시의원 선거구

시의회의원 선거구 구역도

| 번호 | 선거구명           | 관할 구역                                                                                        |
| ---- | ------------------ | ------------------------------------------------------------------------------------------------ |
| 1    | 종로구 제1선거구   | 종로구 청운효자동, 사직동, 삼청동, 부암동, 평창동, 무악동, 교남동, 가회동                        |
| 2    | 종로구 제2선거구   | 종로구 종로1·2·3·4가동, 종로5·6가동, 이화동, 혜화동, 창신1동, 창신2동, 창신3동, 숭인1동, 숭인2동 |
| 3    | 중구 제1선거구     | 중구 소공동, 명동, 광희동, 을지로동, 신당동, 신당5동, 동화동, 황학동, 중림동                     |
| 4    | 중구 제2선거구     | 중구 회현동, 필동, 장충동, 다산동, 약수동, 청구동                                                |
| 5    | 용산구 제1선거구   | 용산구 남영동, 청파동, 원효로1동, 원효로2동, 효창동, 용문동, 한강로동, 이촌1동, 이촌2동          |
| 6    | 용산구 제2선거구   | 용산구 후암동, 용산2가동, 이태원1동, 이태원2동, 한남동, 서빙고동, 보광동                         |
| 7    | 성동구 제1선거구   | 성동구 금호1가동, 금호2·3가동, 금호4가동, 옥수동                                                 |
| 8    | 성동구 제2선거구   | 성동구 응봉동, 성수1가1동, 성수1가2동, 성수2가1동, 성수2가3동                                    |
| 9    | 성동구 제3선거구   | 성동구 왕십리도선동, 왕십리2동, 행당1동, 행당2동                                                 |
| 10   | 성동구 제4선거구   | 성동구 마장동, 사근동, 송정동, 용답동                                                            |
| 11   | 광진구 제1선거구   | 광진구 중곡1동, 중곡2동, 중곡3동, 중곡4동                                                        |
| 12   | 광진구 제2선거구   | 광진구 능동, 구의2동, 광장동, 군자동                                                             |
| 13   | 광진구 제3선거구   | 광진구 구의1동, 구의3동, 자양1동, 자양2동                                                        |
| 14   | 광진구 제4선거구   | 광진구 자양3동, 자양4동, 화양동                                                                  |
| 15   | 동대문구 제1선거구 | 동대문구 용신동, 제기동, 청량리동                                                                |
| 16   | 동대문구 제2선거구 | 동대문구 회기동, 휘경1동, 휘경2동, 이문1동, 이문2동                                              |
| 17   | 동대문구 제3선거구 | 동대문구 전농1동, 전농2동, 답십리1동                                                             |
| 18   | 동대문구 제4선거구 | 동대문구 답십리2동, 장안1동, 장안2동                                                             |
| 19   | 중랑구 제1선거구   | 중랑구 면목3·8동, 면목4동, 면목7동, 망우3동                                                      |
| 20   | 중랑구 제2선거구   | 중랑구 면목본동, 면목2동, 면목5동, 상봉2동                                                       |
| 21   | 중랑구 제3선거구   | 중랑구 중화1동, 중화2동, 묵1동, 묵2동                                                            |
| 22   | 중랑구 제4선거구   | 중랑구 상봉1동, 망우본동, 신내1동, 신내2동                                                       |
| 23   | 성북구 제1선거구   | 성북구 성북동, 삼선동, 동선동, 안암동, 보문동, 돈암2동                                           |
| 24   | 성북구 제2선거구   | 성북구 정릉1동, 정릉2동, 정릉3동, 정릉4동, 길음1동                                               |
| 25   | 성북구 제3선거구   | 성북구 돈암1동, 길음2동, 종암동, 월곡1동, 월곡2동                                                |
| 26   | 성북구 제4선거구   | 성북구 장위1동, 장위2동, 장위3동, 석관동                                                         |
| 27   | 강북구 제1선거구   | 강북구 번1동, 번2동, 수유2동, 수유3동                                                            |
| 28   | 강북구 제2선거구   | 강북구 수유1동, 우이동, 인수동                                                                   |
| 29   | 강북구 제3선거구   | 강북구 삼양동, 송천동, 삼각산동                                                                  |
| 30   | 강북구 제4선거구   | 강북구 미아동, 송중동, 번3동                                                                     |
| 31   | 도봉구 제1선거구   | 도봉구 창1동, 창4동, 창5동                                                                       |
| 32   | 도봉구 제2선거구   | 도봉구 쌍문1동, 쌍문3동, 창2동, 창3동                                                            |
| 33   | 도봉구 제3선거구   | 도봉구 쌍문2동, 쌍문4동, 방학3동                                                                 |
| 34   | 도봉구 제4선거구   | 도봉구 방학1동, 방학2동, 도봉1동, 도봉2동                                                        |
| 35   | 노원구 제1선거구   | 노원구 월계1동, 월계2동, 월계3동                                                                 |
| 36   | 노원구 제2선거구   | 노원구 공릉1동, 공릉2동                                                                          |
| 37   | 노원구 제3선거구   | 노원구 하계1동, 중계본동, 중계1동, 중계4동                                                       |
| 38   | 노원구 제4선거구   | 노원구 하계2동, 중계2·3동, 상계6·7동                                                             |
| 39   | 노원구 제5선거구   | 노원구 상계2동, 상계3·4동, 상계5동                                                               |
| 40   | 노원구 제6선거구   | 노원구 상계1동, 상계8동, 상계9동, 상계10동                                                       |
| 41   | 은평구 제1선거구   | 은평구 녹번동, 응암1동, 응암2동, 응암3동                                                         |
| 42   | 은평구 제2선거구   | 은평구 신사1동, 신사2동, 증산동, 수색동                                                          |
| 43   | 은평구 제3선거구   | 은평구 갈현1동, 갈현2동, 구산동, 진관동                                                          |
| 44   | 은평구 제4선거구   | 은평구 불광1동, 불광2동, 대조동, 역촌동                                                          |
| 45   | 서대문구 제1선거구 | 서대문구 충현동, 천연동, 북아현동, 신촌동                                                        |
| 46   | 서대문구 제2선거구 | 서대문구 연희동, 홍제1동, 홍제2동                                                                |
| 47   | 서대문구 제3선거구 | 서대문구 홍제3동, 홍은1동, 홍은2동                                                               |
| 48   | 서대문구 제4선거구 | 서대문구 남가좌1동, 남가좌2동, 북가좌1동, 북가좌2동                                              |
| 49   | 마포구 제1선거구   | 마포구 용강동, 대흥동, 염리동, 신수동                                                            |
| 50   | 마포구 제2선거구   | 마포구 공덕동, 아현동, 도화동                                                                    |
| 51   | 마포구 제3선거구   | 마포구 서강동, 서교동, 합정동, 망원1동                                                           |
| 52   | 마포구 제4선거구   | 마포구 망원2동, 연남동, 성산1동, 성산2동, 상암동                                                 |
| 53   | 양천구 제1선거구   | 양천구 목2동, 목3동, 목4동, 목5동                                                                |
| 54   | 양천구 제2선거구   | 양천구 목1동, 신정1동, 신정2동, 신정6동, 신정7동                                                 |
| 55   | 양천구 제3선거구   | 양천구 신월1동, 신월3동, 신월4동, 신월5동, 신월7동                                               |
| 56   | 양천구 제4선거구   | 양천구 신월2동, 신월6동, 신정3동, 신정4동                                                        |
| 57   | 강서구 제1선거구   | 강서구 화곡1동, 화곡2동, 화곡3동, 화곡8동, 발산1동                                               |
| 58   | 강서구 제2선거구   | 강서구 등촌2동, 화곡4동, 화곡본동, 화곡6동, 우장산동                                             |
| 59   | 강서구 제3선거구   | 강서구 가양1동, 공항동, 방화1동, 방화2동, 방화3동                                                |
| 60   | 강서구 제4선거구   | 강서구 염창동, 등촌1동, 등촌3동, 가양2동, 가양3동                                                |
| 61   | 구로구 제1선거구   | 구로구 구로3동, 구로4동, 가리봉동                                                                |
| 62   | 구로구 제2선거구   | 구로구 신도림동, 구로1동, 구로2동, 구로5동                                                       |
| 63   | 구로구 제3선거구   | 구로구 고척1동, 고척2동, 개봉1동, 개봉2동, 개봉3동                                               |
| 64   | 구로구 제4선거구   | 구로구 오류1동, 오류2동, 수궁동                                                                  |
| 65   | 금천구 제1선거구   | 금천구 가산동, 독산1동, 독산2동, 독산3동, 독산4동                                                |
| 66   | 금천구 제2선거구   | 금천구 시흥1동, 시흥2동, 시흥3동, 시흥4동, 시흥5동                                               |
| 67   | 영등포구 제1선거구 | 영등포구 영등포본동, 도림동, 문래동, 신길3동                                                     |
| 68   | 영등포구 제2선거구 | 영등포구 영등포동, 당산1동, 당산2동, 양평1동, 양평2동                                            |
| 69   | 영등포구 제3선거구 | 영등포구 여의동, 신길1동, 신길4동, 신길5동, 신길7동                                              |
| 70   | 영등포구 제4선거구 | 영등포구 신길6동, 대림1동, 대림2동, 대림3동                                                      |
| 71   | 동작구 제1선거구   | 동작구 노량진1동, 노량진2동, 상도2동, 상도4동                                                    |
| 72   | 동작구 제2선거구   | 동작구 상도3동, 대방동, 신대방1동, 신대방2동                                                     |
| 73   | 동작구 제3선거구   | 동작구 상도1동, 사당3동, 사당4동, 사당5동                                                        |
| 74   | 동작구 제4선거구   | 동작구 흑석동, 사당1동, 사당2동                                                                  |
| 75   | 관악구 제1선거구   | 관악구 보라매동, 은천동, 중앙동, 청룡동, 신림동                                                  |
| 76   | 관악구 제2선거구   | 관악구 성현동, 청림동, 행운동, 낙성대동, 인헌동, 남현동                                          |
| 77   | 관악구 제3선거구   | 관악구 신사동, 조원동, 미성동, 난곡동, 난향동                                                    |
| 78   | 관악구 제4선거구   | 관악구 서원동, 신원동, 서림동, 삼성동, 대학동                                                    |
| 79   | 서초구 제1선거구   | 서초구 잠원동, 반포1동, 반포3동, 반포4동                                                         |
| 80   | 서초구 제2선거구   | 서초구 반포본동, 반포2동, 방배본동, 방배1동, 방배4동                                             |
| 81   | 서초구 제3선거구   | 서초구 서초2동, 서초4동, 양재1동, 양재2동, 내곡동                                                |
| 82   | 서초구 제4선거구   | 서초구 서초1동, 서초3동, 방배2동, 방배3동                                                        |
| 83   | 강남구 제1선거구   | 강남구 신사동, 논현1동, 논현2동, 압구정동, 청담동, 삼성1동                                       |
| 84   | 강남구 제2선거구   | 강남구 삼성2동, 역삼1동, 역삼2동, 도곡1동, 도곡2동                                               |
| 85   | 강남구 제3선거구   | 강남구 대치1동, 대치2동, 대치4동, 일원2동                                                        |
| 86   | 강남구 제4선거구   | 강남구 개포1동, 개포2동, 개포4동, 일원본동, 일원1동, 수서동, 세곡동                              |
| 87   | 송파구 제1선거구   | 송파구 풍납1동, 풍납2동, 잠실4동, 잠실6동                                                        |
| 88   | 송파구 제2선거구   | 송파구 방이1동, 방이2동, 오륜동, 송파1동, 송파2동                                                |
| 89   | 송파구 제3선거구   | 송파구 삼전동, 잠실본동, 잠실2동, 잠실3동, 잠실7동                                               |
| 90   | 송파구 제4선거구   | 송파구 석촌동, 가락1동, 문정2동                                                                  |
| 91   | 송파구 제5선거구   | 송파구 오금동, 가락본동, 가락2동, 문정1동                                                        |
| 92   | 송파구 제6선거구   | 송파구 거여1동, 거여2동, 마천1동, 마천2동, 장지동, 위례동                                        |
| 93   | 강동구 제1선거구   | 강동구 강일동, 고덕1동, 고덕2동, 암사1동, 암사2동, 암사3동                                       |
| 94   | 강동구 제2선거구   | 강동구 상일동, 명일1동, 명일2동, 길동                                                            |
| 95   | 강동구 제3선거구   | 강동구 천호1동, 천호2동, 천호3동                                                                 |
| 96   | 강동구 제4선거구   | 강동구 성내1동, 성내2동, 성내3동, 둔촌1동, 둔촌2동                                               |

## 같이 보기
- 대한민국의 선거구